# Bello Babatounde
Bello Issiaka Babatounde (* 6. října 1989, Esan North-East, Nigérie) je beninský fotbalový záložník narozený v Nigérii, od ledna 2016 hrající za klub FC Spartak Trnava. V zahraničí působil na Slovensku a v Česku.

## Rodina
Na Slovensku se oženil (s manželkou má dvě děti). Později se rozvedl.

## Klubová kariéra
Svou fotbalovou kariéru začal v beninském týmu FC Robo, jelikož má i beninské občanství. V roce 2005 zamířil do klubu z Beninu Soleil FC.
V červenci 2006 přestoupil do mužstva MŠK Žilina. Na Slovensko jej přivedl z Afriky trenér Žiliny Pavel Vrba. Se Žilinou postoupil do základní skupiny Ligy mistrů UEFA 2010/11, kde vstřelil na Stamford Bridge gól proti Chelsea FC (porážka 1:2). V podzimní části sezony 2008/09 hostoval v FK Dukla Praha, ale nepřipsal si jediný ligový start, neboť laboroval s třísly.

Koncem srpna 2014 přestoupil ze Žiliny do klubu FC Vysočina Jihlava, kterému nevyšel začátek ligové sezóny 2014/15. Na jaře a na podzim 2015 hostoval v MFK Frýdek-Místek. V zimním přestupovém termínu sezóny 2015/16 se vrátil na Slovensko a podepsal 1,5roční smlouvu s FC Spartak Trnava.

## Reprezentační kariéra
V A-týmu Beninu poprvé debutoval v roce 2005. Poté k dalšímu zápasu nastoupil až v roce 2012.